# Gostinyj Dvor (metrostation)
Gostinyj Dvor (Russisch: Гостиный Двор) is een station van de metro van Sint-Petersburg in Rusland. Het station maakt deel uit van de Nevsko-Vasileostrovskaja-lijn en werd geopend op 3 november 1967. Het metrostation bevindt zich onder de Nevski Prospekt, nabij het 18e-eeuwse winkelcentrum Gostinyj Dvor, waarnaar het genoemd is. Station Gostinyj Dvor vormt een overstapcomplex met het aangrenzende station Nevski prospekt op de Moskovsko-Petrogradskaja-lijn (lijn 2).
Station Gostinyj Dvor ligt 56 meter onder de oppervlakte en is van het bouwtype "horizontale lift". Dit type stations beschikt over een centrale perronhal die door middel van automatische schuifdeuren van de sporen wordt gescheiden. De toegangshal tot het station is ingebouwd in het warenhuis en bevindt zich op de hoek van de Nevski Prospekt en de Sadovaja oelitsa; een tweede uitgang leidt naar het Kanal Gribojedova. Een gebrandschilderd raam in de stationshal beeldt het gewelddadig neerslaan van een demonstratie uit, die in juli 1917 plaatsvond op de plek waar zich nu het station bevindt. Gostinyj Dvor kreeg als eerste metrostation in Sint-Petersburg vier roltrappen naast elkaar.